# Kalmosaari (ö i Lieksa, Kitsi)
Kalmosaari är en liten öi Finland. Ordet kalmosaari syftar antagligen att ön har varit begravningsplats. Ön ligger i sjön Palkinjärvi och i Lieksa kommun i den ekonomiska regionen  Pielinen-Karelen och landskapet Norra Karelen, i den östra delen av landet, 400 km nordost om huvudstaden Helsingfors. Öns area är 0,5 hektar och dess största längd är 120 meter i sydöst-nordvästlig riktning.